# William Camden
William Camden (Londres, 2 de mayo de 1551 – ibid, 9 de noviembre de 1623) fue un anticuario e historiador inglés.

## Obras
Sus principales obras fueron:

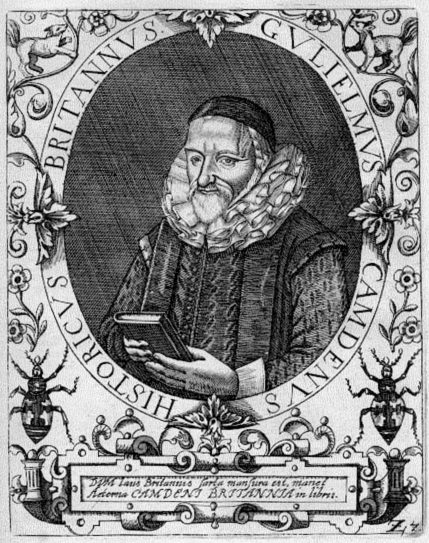
William Camden

- Britannia, una descripción topográfica de Gran Bretaña realizada con el apoyo de Abraham Ortelius, publicada en latín en 1586.
- Annales, una cronología de la historia de Inglaterra bajo el reinado de Isabel I, hecho a instancias del consejero de esta, Lord Burghley.

También escribió una gramática griega muy popular en su época; Remaines of a Greater Worke, Concerning Britaine (1605), una colección de material reunido para Britannia pero no incluido en esta; la crónica oficial de la conspiración de la pólvora; y un catálogo de epitafios de la abadía de Westminster.

## Enlaces
- Britannia (en inglés) (en latín)
- Annales

- Datos: Q364239
- Multimedia: William Camden / Q364239